# Party of Three
Party of Three är en låt av det amerikanska komedibandet Ninja Sex Party. Den var släppt som deras sjätte singel 22 oktober 2013 och kom senare med på albumet Attitude City släppt den 17 juli 2015.